# At-Tajha
At-Tajha (arab. الطيحة) – miejscowość w Syrii, w muhafazie Dara. W 2004 roku liczyła 2583 mieszkańców. W czasie wojny domowej w Syrii At-Tajha znalazła się pod kontrolą fundamentalistów islamskich z ugrupowania Hajat Tahrir asz-Szam. 16 lipca 2018 Syryjska Armia Arabska zdobyła miejscowość po ciężkich walkach z siłami dżihadystów.